# Anteambuló
Un anteambuló era esclau que anava al davant del seu amo obrint camí. De primer els anteambulons cridaven «date locum domino meo» (doneu espai al meu senyor), i si això no bastava, utilitzaven qualsevol eina o les pròpies mans. El mot és un compost de la preposició llatina ante, davant, i del verb ambulare caminar. Plini el Vell n'esmenta algun cas específic a la seva obra Història natural.
S'anomenava també anteambulons els lliberts o clients que acostumaven a caminar al davant dels seus antics amos o patrons quan aquests apareixien en públic.